# Freddie Goodwin (Fußballspieler, 1933)
Frederick „Freddie“ Goodwin (* 28. Juni 1933 in Heywood; † 19. Februar 2016 in Gig Harbor, Washington, Vereinigte Staaten) war ein englischer Fußballspieler und -trainer.

## Sportlicher Werdegang
Goodwin schloss sich 1953 Manchester United an. Nach seinem Debüt in der First Division 1954 gehörte er vornehmlich als Ergänzungsspieler 1956 und 1957 der Meistermannschaft des Klubs an, die als Busby Babes in die Fußballgeschichte einging. Er gehörte 1958 nicht zu den Opfern des Munich Air Disasters, da Trainer Matt Busby ihn nicht für das Europapokalspiel in Belgrad nominiert hatte. In der Folge kam er häufiger zum Einsatz, dennoch trennten sich im Frühjahr 1960 die Wege.
Goodwin heuerte beim Ligarivalen Leeds United an, den er im Abstiegskampf unterstützen sollte. Bis zum Saisonende bestritt er zehn Meisterschaftsspiele, der Klub stieg jedoch am Ende der Spielzeit 1959/60 in die Second Division ab. Dort blieb er dem Klub treu und war in der Abwehrreihe neben Jack Charlton Stammspieler, ehe der junge Norman Hunter ihn nach seinem Debüt 1962 verdrängte. Erst nach einer Verletzung Charltons kehrte er wieder in die Startelf zurück, ehe er 1964 nach einem durch John Charles in einem FA-Cup-Spiel gegen Cardiff City verursachten mehrfachen Beinbruch seine höherklassige Karriere beenden musste.
Als Spielertrainer wechselte Goodwin im Dezember 1964 zu Scunthorpe United in die Third Division und beendete nach sechs Ligaeinsätzen seine aktive Karriere. 1967 wechselte er in die Vereinigten Staaten, um als Trainer der New York Generals in der National Professional Soccer League den dortigen Fußball zu promoten. Dabei lief er auch in einem Spiel auf. Im folgenden Jahr betreute er die Mannschaft in der North American Soccer League, ehe er nach England zurückkehrte und das Traineramt beim Drittligisten Brighton & Hove Albion übernahm. 1970 wechselte er zum Zweitligisten Birmingham City, den er 1972 in die First Division führte. Dort entdeckte er Trevor Francis, der später bei seinem Wechsel zu Nottingham Forest als erster Spieler, für den 1 Million Pfund Ablösesumme gezahlt wurde, in die englische Fußballgeschichte einging. Nach seiner Demission 1975 kehrte er 1976 für zwei Jahre als Trainer der Minnesota Kicks in die USA zurück. 1980 übernahm er den Klub zeitweise erneut. Anschließend ließ er sich dauerhaft in den Vereinigten Staaten nieder, wo er ein Reisebüro betrieb und als Präsident die Minnesota Kicks und Trainer die Tacoma Stars führte.